# Grand Prix de Wallonie 2006
Il Grand Prix de Wallonie 2006, quarantasettesima edizione della corsa, valido come evento dell'UCI Europe Tour 2006 categoria 1.1, si svolse il 13 settembre 2006 per un percorso di 203,2 km. Fu vinto dal belga Philippe Gilbert, che giunse al traguardo in 4h 57' 53" alla media di 40,929 km/h.
Furono 49 i ciclisti che portarono a termine la competizione.

## Ordine d'arrivo (Top 10)
| Pos. | Corridore        | Squadra         | Tempo    |
| ---- | ---------------- | --------------- | -------- |
| 1    | Philippe Gilbert | F. des Jeux     | 4h57'53" |
| 2    | Nick Nuyens      | Quick Step      | s.t.     |
| 3    | William Bonnet   | Crédit Agricole | a 3"     |
| 4    | Benoît Salmon    | Agritubel       | a 5"     |
| 5    | Wim Vanhuffel    | Davitamon       | a 6"     |
| 6    | Roy Sentjens     | Rabobank        | s.t.     |
| 7    | Jelle Vanendert  | Bodysol         | s.t.     |
| 8    | Serge Pauwels    | Ch. Jacques     | s.t.     |
| 9    | Dominique Cornu  | Bodysol         | a 11"    |
| 10   | Tom Boonen       | Quick Step      | a 24"    |